# 리카 라이니슈
리카 라이니슈(독일어: Rica Reinisch, 1965년 4월 6일 ~ )는 현재 은퇴한 전 동독의 수영 선수이며, 1980년 모스크바 올림픽 3관왕이다.
자이프헤너스도르프에서 태어난 라이니슈는 배영에 전문적이었으며, 8세에 수영 데뷔를 하였다. 12세에 100m 배영을 이미 1분 14.3초로 헤엄쳤으며, 2년 후에 그 종목에서 1분 04.84초 기록을 세워 세계에서 20번째 여성 수영 선수로서 등급을 매겼다.
1980년 1월에 자신이 올림픽 챔피언이 되는 데 가능성을 가지고 있다는 것을 깨달았다. 오스틴에서 열린 수영 초청 대회에서 미국의 세계 챔피언 린타 제저크(1분 03.74초 대 1분 03.15초)에게 간신히 패하였다. 한달 후에 1분 02.46초의 기록을 세워 같은 나라의 선수 울리케 리히터가 보유한 세계 기록보다 1초 아래로 앞섰다. 200m 배영에서는 2분 15.59초로 헤엄쳐 기록의 길이 그녀를 위해 열렸다.
15세에 모스크바 올림픽에 참가하여 4개의 세계 기록들(100m 배영에서 3개 - 1분 01.51초, 1분 01.50초, 1분 00.86초, 200m 배영에서 2분 11.77초)을 세웠다. 배영의 양 종목과 400m 혼계영에서 3개의 금메달을 획득하였다.

## 동독의 도핑 스캔들
당시의 많은 동독의 선수들처럼 라이니슈는 슈타지의 명령 아래 그녀의 코치들에 의하여 도핑되었다. 그 기간의 고통을 겪고, 난소가 커지면서 그녀의 모친이 올림픽 후에 16세의 나이로 은퇴하게 만들었다.
베를린 장벽이 무너지고 독일의 재통일 후에 기록들은 도핑 스캔들을 확증하였다. 이때 라이니슈는 결혼하고 이미 두번의 유산을 겪었다. 수많은 동독 선수들처럼 다음의 이 일에 관한 법정 처지에 보상되었다.